# Universytet (métro de Kiev)
Universytet (ukrainien : Університет) est une station de la ligne Svyatochins'ko-Brovars'ka (M1) du métro de Kiev. Elle est située dans le raïon de Chevtchenko de la ville de Kiev en Ukraine.
Mise en service en 1960, elle est desservie par les rames de la ligne M1. Le service est arrêté ou perturbé depuis l'invasion de l'Ukraine par la Russie en 2022.

## Situation sur le réseau
Établie en souterrain, la station Universytet, est une station de passage de la Ligne Svyatochins'ko-Brovars'ka (M1) du métro de Kiev. Elle est située entre la station Vokzalna, en direction du terminus ouest Akademmistetchko, et la station Teatralna, en direction du terminus est, Lisova.
Elle dispose d'un quai central encadré par les deux voies de la ligne.

## Histoire
La station Universytet est mise en service le 6 novembre 1960. La station est due aux architectes G. Golovko, M. Syrkin, E. Ivanov, T. Eligulashvili, L. Semenyuk, O. Lozinskaya et aux sculpteurs M. Deckermanji, A. Belostotsky, V. Znoba, A, Kovalev, E. Kuntsevich, M. Lysenko, P. Ostapenko, O. Spouse, A. Shapran.

## Services aux voyageurs

### Desserte
Universytet est desservie par les rames de la ligne M1.

Installations
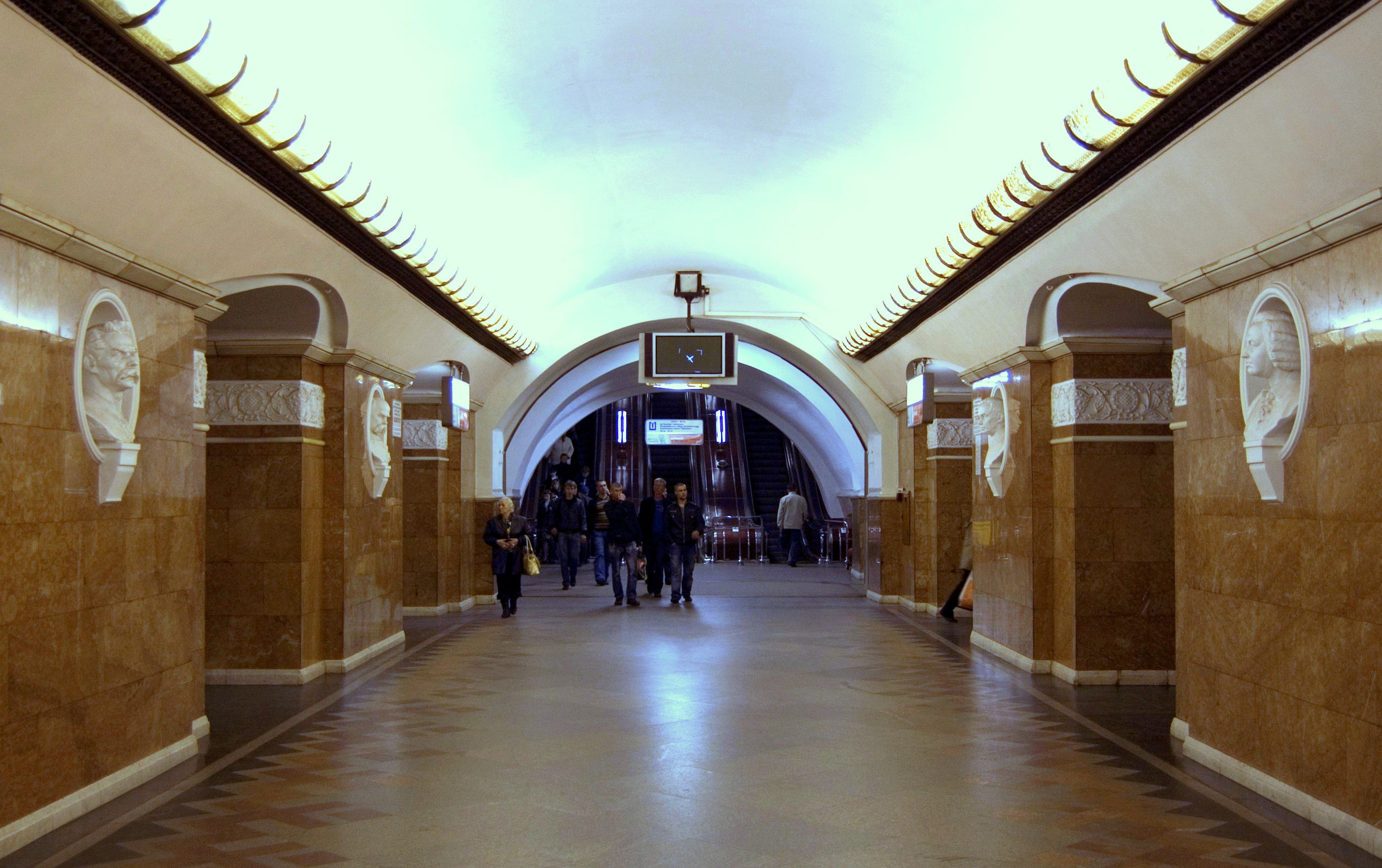
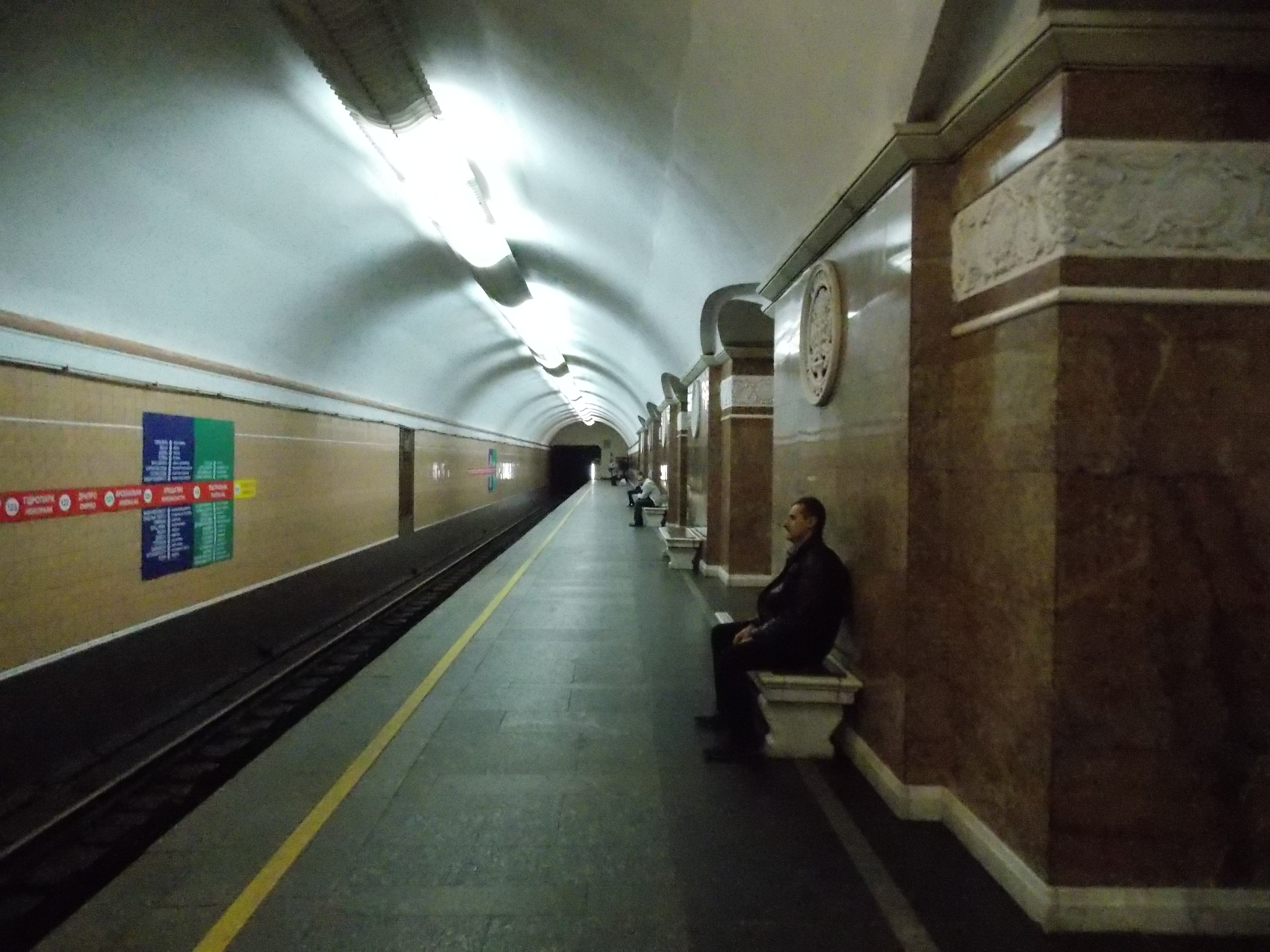
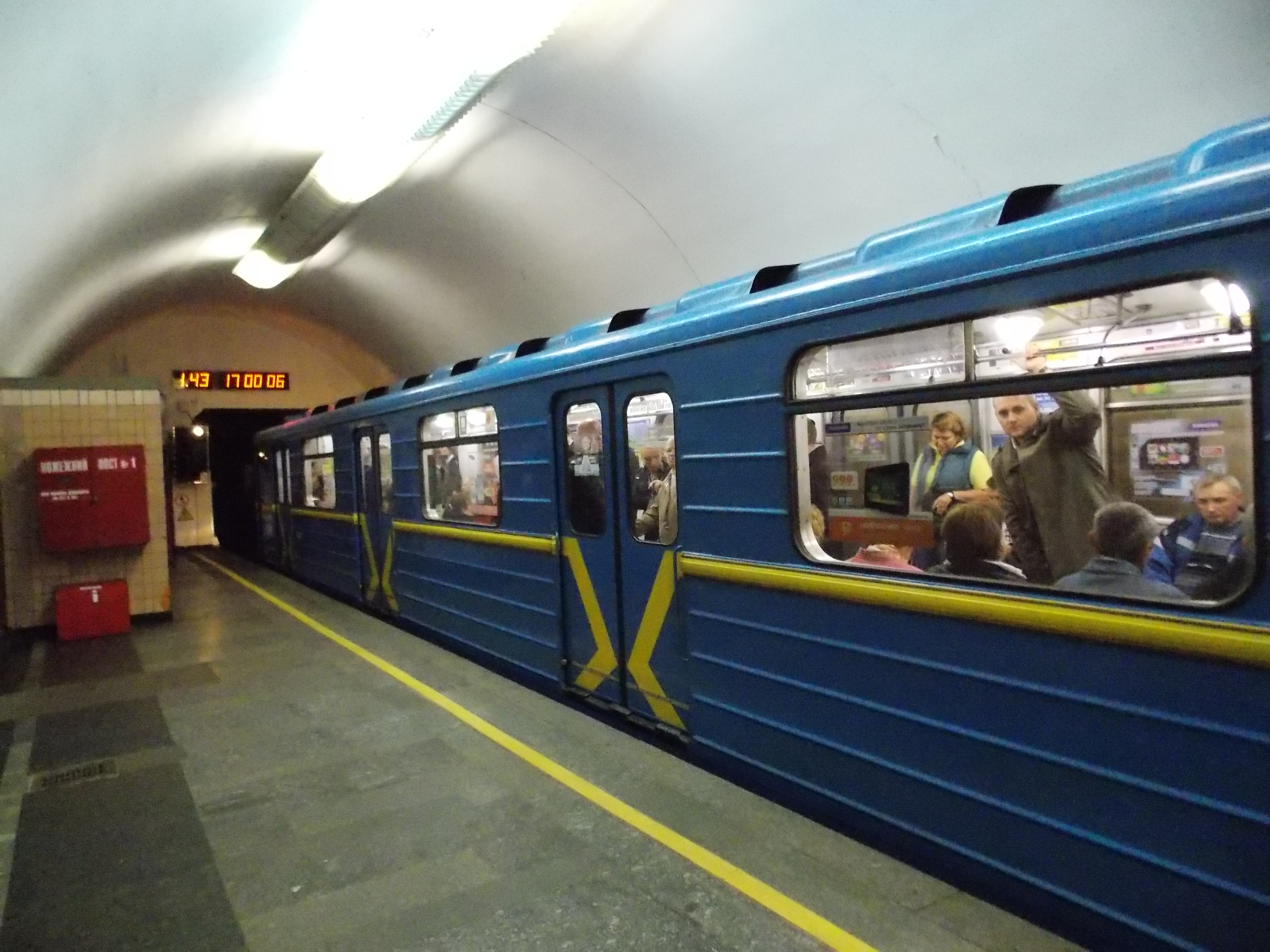